# NGC 1850
NGC 1850 je vrlo mladi plavi kuglasti skup u zviježđu Zlatnoj ribi. 
Ovaj zvjezdani skup je neobičan jer su mu zvijezde distribuirane kao u kuglastu skupu, no za razliku od ostalih kuglastih skupova u Mliječnu putu, sastoji se od mladih zvijezda. Stoga je zvjezdanim skupom kao ni jedan drugi u našoj galaktici.

## Vanjske poveznice
- SEDS: NGC 1850